# Koninklijke Nederlandse Bosbouw Vereniging
De Koninklijke Nederlandse Bosbouwvereniging, doorgaans afgekort als KNBV, is een Nederlandse vakvereniging die als doel heeft de bosbouw, het natuurbehoud en het landschapsbeheer in ruime zin te bevorderen. Het gaat daarbij om de bosbouw in al haar facetten, met het oog op de vele functies die bos en beplantingen kunnen vervullen. Ook solitaire bomen, boomgroepen, houtwallen, laan- en rijbeplantingen en andere landschapselementen behoren tot het aandachtsgebied. De KNBV is opgericht in 1910.
Zij doet dit door het uitwisselen van vakkennis en ervaring tussen de leden.
Leden van de vereniging zijn mensen met een opleiding of functies in bos-, natuur- en/of landschapsbeheer en -behoud, maar ook eigenaren van bossen en natuurterreinen. De KNBV telt ongeveer 550 leden.

## Organisatie
De vereniging heeft een door de leden gekozen bestuur. In het bestuur wordt gestreefd naar een brede afspiegeling van het ledenbestand. Het bestuur kent twee studentleden (vanuit de bosbouwopleidingen in Velp en Wageningen). Binnen de vereniging zijn diverse commissies actief. Sinds 2022 zet de Stichting Populier haar activiteiten voort als commissie Populier binnen de KNBV. Het bestuur van de KNBV houdt twee algemene ledenvergaderingen per jaar. Deze worden gecombineerd met presentaties en excursies over een actueel thema in het bosbeheer.

## Activiteiten
De commissies organiseren lezingen, symposia, discussies en binnen- en buitenlandse excursies. De onderwerpen hebben onder meer betrekking op bosbeheer, bosgeschiedenis, bosgebruik en ecosysteemdiensten van bos.
De KNBV is vertegenwoordigd in het bestuur van de stichting die het “Vakblad Natuur Bos Landschap” uitgeeft. Dit is een Nederlands semi-wetenschappelijk tijdschrift voor professionals en liefhebbers van natuur, bos en landschap. Dit blad wordt 10 keer per jaar uitgegeven. Het vakblad is gericht op de praktijk waarbij de relatie wordt gelegd met uitvoering en beleid in Nederland.
In 2010 bestond de KNBV 100 jaar. Het jubileumthema was Lang Leve het Bos!; in dit jaar zijn veel activiteiten georganiseerd om het belang van bos en natuur onder de aandacht van de Nederlandse bevolking te brengen. Ter gelegenheid van het jubileum gaf TNT Post het postzegelvel Lang leve het bos uit. Het postzegelvel van ontwerper Bart de Haas werd verkozen tot het mooiste velletje van Nederland 2010.